# Carita triste
«Carita triste» es una canción de la cantante española Ana Mena y la cantante argentina Emilia. Fue lanzada a través de Sony Music España el 30 de agosto de 2024, como el sencillo principal del próximo tercer álbum de estudio de Mena.

## Antecedentes y lanzamiento
Mena compuso «Carita triste» con la compositora venezolana Sara Schell y los productores Andrés Torres y Mauricio Rengifo en marzo de 2024. Unos meses después, contactó a Emilia para colaborar en la canción, quien mandó sus versos unos días después. A mediados de agosto, ambas artistas publicaron fragmentos de la canción en TikTok. El 20 de agosto, anunciaron en sus redes sociales que la canción sería lanzada el 30 de agosto. «Carita triste» marca la segunda colaboración de ambas artistas, luego de su canción de 2019, en colaboración con el cantante puertorriqueño Nio García, «El chisme».

## Videoclip
El videoclip de «Carita triste» fue lanzada simultáneamente con la canción. Muestra a ambas artistas interpretando a dos chicas que destrozan la casa del chico (interpretado por el modelo español Xavier Serrano) que las engañó.

## Posicionamiento en listas
| Listas (2024)                 | Mejor posición |
| ----------------------------- | -------------- |
| Argentina (Monitor Latino)    | 7              |
| Argentina (Argentina Hot 100) | 18             |
| España (PROMUSICAE)           | 6              |

## Certificaciones
| País      | Organismo certificador | Certificación | Ventas certificadas | Ref.   |
| --------- | ---------------------- | ------------- | ------------------- | ------ |
| Argentina | CAPIF                  | Oro           | 10 000              | [ 10 ] |